# Wapen van Wapse

Wapen van Wapse

Het wapen van Wapse is een niet bij de Hoge Raad van Adel geregistreerd, dus niet erkend, dorpswapen. Het dorp Wapse hoort bij de Nederlandse gemeente Westerveld.
Het volgende dorpswapen is bekend: In zilver een zwarte vierpuntige ster met over het snijpunt der armen een rood gezoomde zilveren penning, beladen met een rode klokbeker; het geheel in het eerste kwartier vergezeld van een rode aanziende koeienkop, in het tweede kwartier van een rode aanziende hertenkop, in het derde kwartier van een groene eikel met twee bladeren en de steel omlaag, en in het vierde kwartier van een groene korenschoof.
De oorsprong van het wapen is, dat de kleuren rood-zwart en wit staan voor de kleuren uit de vlag van de provincie Drenthe. De ring staat voor het dorp zelf, het is namelijk een zogenaamd kring-esdorp. De vierpuntige ster staat voor de vier windstreken en de vier jaargetijden. Bovendien staan de punten voor de vier dorpsdelen, Soerte, Ten Have, Veenhuizen en Veldhuizen. De overige symbolen geven het landbouwkarakter van het dorp aan. De urn in het midden van het wapen geeft de zeer lange bewoning van de streek weer, die uit archeologische opgravingen is gebleken.
Anloo
· Beilen
· Borger
· Dalen
· Diever
· Dwingeloo
· Eelde
· Gasselte
· Gieten
· Havelte
· Nijeveen
· Norg
· Odoorn
· Oosterhesselen
· Peize
· Roden
· Rolde
· Ruinen
· Ruinerwold
· Schoonebeek
· Sleen
· Smilde
· Vledder
· Vries
· Westerbork
· De Wijk
· Zuidlaren
· Zuidwolde
· Zweeloo

Dorpswapens:
Hollandscheveld
· Wapse
· Zorgvlied